# Prvački trofej 1984. (hokej na travi)
6. Prvački trofej se održao 1984. godine.

## Mjesto i vrijeme održavanja
Održao se od 7. do 14. prosinca 1984.
Susreti su se odigrali u Karachiju u Pakistanu.

## Sudionici
Sudjelovali su branitelj naslova Australija, domaćin Pakistan, Uj. Kraljevstvo, Nizozemska, Španjolska i Novi Zeland.

## Natjecateljski sustav
Ovaj turnir se igralo po jednostrukom ligaškom sustavu. Za pobjedu se dobivalo 2 boda, za neriješeno 1 bod, a za poraz nijedan bod. 
Susrete se igralo na umjetnoj travi.

## Rezultati
```
* Uj. Kraljevstvo - Španjolska        3 : 1
* Australija - Nizozemska             2 : 0
* Pakistan - Novi Zeland              5 : 1
```

```
* Uj. Kraljevstvo - Australija        3 : 4
* Nizozemska - Novi Zeland            2 : 1
* Pakistan - Španjolska               3 : 2
```

```
* Uj. Kraljevstvo - Novi Zeland       3 : 1
* Australija - Španjolska             2 : 1
* Nizozemska - Pakistan               2 : 2
```

```
* Nizozemska - Španjolska             4 : 0
* Australija - Novi Zeland            2 : 2
* Pakistan - Uj. Kraljevstvo          4 : 1
```

```
* Novi Zeland - Španjolska            3 : 3
* Pakistan - Australija               0 : 2
* Nizozemska - Uj. Kraljevstvo        1 : 2
```

```
Završni poredak:
```

```
 1. 
 Australija         5     4     1     0     (12 :  6)        
9

 2. 
 Pakistan           5     3     1     1     (14 :  8)        
7

 3. 
 Uj. Kraljevstvo    5     2     1     2     (13 : 11)        
6

 4. 
 Nizozemska         5     2     1     2     ( 9 :  8)        
5

 5. 
 Novi Zeland        5     0     2     3     ( 8 : 15)        
4

 6. 
 Španjolska         5     0     1     4     ( 7 : 15)        
1
```

| Pobjednici              |
| ----------------------- |
| Australija Drugi naslov |

## Najbolji sudionici
| Najbolji strijelac | Pogodaka  |
| ------------------ | --------- |
| Jaime Arbos        | 4 pogotka |
| Ronald Jan Heijn   | 4 pogotka |
| Hanif Khan         | 4 pogotka |
| Kaleem Ullah       | 4 pogotka |
| Sean Kerley        | 4 pogotka |
| Terry Walsh        | 4 pogotka |